# Români (okręg Neamț)
Români – wieś w Rumunii, w okręgu Neamț, w gminie Români. W 2011 roku liczyła 905 mieszkańców.